# Виктор Райчев (футболист)
Виктор Райчев (роден на 26 май 1986 г. в Перник) е български футболист, защитник, който играе за Локомотив (София).

## Отличия
- Купа на България – 1 път носител (2016) с ЦСКА (София)
- Шампион на Югозападна В група с ЦСКА (София) през 2015/2016 г.